# فلورنتین بکتل
فلورنتین بکتل (انگلیسی: Florentine Bechtel؛ ‏ ۴ فوریهٔ ۱۸۵۷ – ۲۲ نوامبر ۱۹۳۳) کشیش و محقق آمریکایی فرانسوی‌الاصل کتاب مقدس بود.

## زندگی
او در کالج پروویدنس در آمیان تحصیل کرد. در سال ۱۸۷۴ در زادگاهش فرانسه وارد یسوعیان شد و برای خدمت به غرب ایالات متحده فرستاده شد و در سنت پترزبورگ به تحصیل الهیات در استانیسلاوس واقع در فلوریسنت، میزوری پرداخت.
او زبان عبری و کتاب مقدس را در دانشگاه سنت لوئیس تدریس کرد و در نوشتن مقاله‌های دانشنامه کاتولیک، از جمله «ستون‌های آتش و ابر»، «بلاهای مصر»، «خاندان مکابی» و غیره مشارکت داشت.
بکتل در ۲۲ نوامبر ۱۹۳۳ در شیکاگو درگذشت.

## پیوند به ویکی‌های دیگر
- مشارکت‌کنندگان ویکی‌پدیا. «Florentine Bechtel». در دانشنامهٔ ویکی‌پدیای انگلیسی، بازبینی‌شده در ۱۹ نوامبر ۲۰۲۴.